# Mendeszantilop
A mendeszantilop, más néven addax (Addax nasomaculatus) az emlősök (Mammalia) osztályának párosujjú patások (Artiodactyla) rendjébe, ezen belül a tülkösszarvúak (Bovidae) családjába és a lóantilopformák (Hippotraginae) alcsaládjába tartozó faj. Nemének az egyetlen faja.
A mendeszantilop a Szahara sivatag egyik antilopfaja. Az állatot legelőször 1816-ban, Henri Marie Ducrotay de Blainville francia zoológus és anatómus írta le. Ennek a nagyjából fehér színű antilopnak nagy, dugóhúzószerűen növő szarva van. Mindkét nemnek van szarva. A bikáé általában 70-85 centiméter közötti, míg a tehéné 55-80 centiméter hosszú. A bika marmagassága 105-115 centiméter, a tehén 95-110 centiméter. Habár mindkét nemnek van szarva, a fajon belül - mivel a tehén kisebb - van nemi kétalakúság. A szőrzetének színezete vagy árnyalata az évszaktól függően változik. Télen a hátsó része és a lábai szürkésbarnák; a fején, nyakán és vállain hosszú szőrű, barna sörény nő. Nyáron az állat majdnem teljesen fehérré vagy homok-sárgává válik.
Az addax mindenféle perjefélét és levelet elfogyaszt, amit az élőhelyén megtalál. Cserjékből, bokrokból és sokféle pillangósvirágú (Fabaceae) növényből táplálkozik. Igen jól alkalmazkodott a sivatagi életmódhoz; jó hosszú ideig is kibírja víz nélkül. A mendeszantilop vegyes nemű, 5-20 fős kis csordákban jár. A csordát a legidősebb tehén vezeti. Mivel nem túl gyors állat, könnyen zsákmányául eshet az oroszlánnak (Panthera leo), a leopárdnak (Panthera pardus), a gepárdnak (Acinonyx jubatus), a hiénakutyának (Lycaon pictus), de még az embernek (Homo sapiens) is - eme utolsó fajnak a vadászpuska is besegít. A szaporodási időszaka télen és a tavasz elején van. A természetes élőhelyei a száraz térségek, félsivatagok, valamint a homok- és kősivatagok.
A Természetvédelmi Világszövetség (IUCN) súlyosan veszélyeztetett fajnak minősítette az addaxot. Habár a természetes élőhelyén, főleg a mértéktelen vadászat miatt az addax igen ritka állatfaj, fogságban meglehetősen gyakori. Könnyen tartható és jól szaporodik. Korábban Észak-Afrikában elterjedt antilopfajnak számított. Csádban, Mauritániában és Nigerben még mindig vannak vadon élő állományai. Algériából, Egyiptomból, Líbiából, Szudánból és Nyugat-Szaharából kihalt. Marokkóba és Tunéziába visszatelepítették.

## Rendszertani besorolása és neve

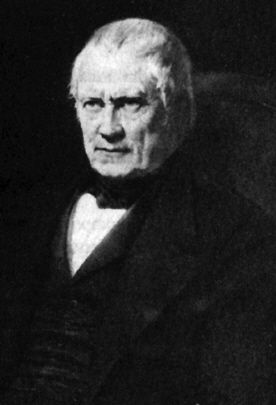
Blainville, aki elsőként írta le a mendeszantilopot

Az állat tudományos neve Addax nasomaculatus. Az antilopot legelőször 1816-ban, Henri Marie Ducrotay de Blainville francia zoológus és anatómus írta le, illetve nevezte meg. A tülkösszarvúak családján és a lóantilopformák alcsaládján belül az Addax emlősnem egyetlen faja. Blainville szüntípusokat (syntypus) figyelt meg William Bullock angol utazó, természettudós és régiséggyűjtő, valamint a Királyi Sebészeti Akadémia (Royal College of Surgeons) gyűjteményeiben. Richard Lydekker angol zoológus, geológus és természetíró állítása szerint ennek az antilopnak a típushelye, azaz ahonnan származik, vagy legelőször észrevették, Szenegambia, bár ezt a kijelentést nem tudta bizonyítékkal alátámasztani. Végül, az 1898-ban tartott megbeszélés után, egyre valószínűbbé vált, hogy az Angliába került példányokat angol vadászok vagy gyűjtők szerezték be a szaharai Tunéziából.
Az állat nem szintű neve, az Addax - név mely a köznapi neve is -, arab eredetű és „hajlott szarvú állatot” jelent. Egyesek viszont latin eredetűnek vélik. Európában először 1693-ban volt hallható ez a megnevezés. A fajneve a nasomaculatus, tényleg latin eredetű, összetett szó: nasus, naso- = „orr” és maculatus = „pettyes” - az antilop pofáján levő pettyes mintázatra utalva. Az addax megnevezéséhez a beduinok más szavakat használnak, a bakr (vagy bagr) al wahsh-ot, mely szó szerint „a vadon tehenét” jelenti. Ez a megnevezés mindenféle patásra (Ungulata) érvényes, azaz használható. Az angol nyelvben ezt az állatot white antelope = „fehér antilopnak”, vagy screwhorn antelope = „dugóhúzószarvú antilopnak” is nevezik.

## Genetikája
A mendeszantilopnak 29 kromoszómapárja van. Mindegyik kromoszómája akrocentrikus (acrocentric) kivéve az első autoszomális párt, mely szubmetacentrikus (submetacentric). Az akrocentrikus kromoszómák közül az X-kromoszóma a legnagyobb, míg az Y-kromoszóma közepes méretű. A szubmetacentrikus autoszomális pár rövid és hosszú karjai, azaz lokuszai vagy génhelyei, a szarvasmarha és a házi kecske 27., illetve az 1. kromoszómájának felelnek meg. Egy kutatás szerint a kromoszómák szalag kromoszómái igen hasonlítanak másik négy lóantilopformáéra.

## Történelmi megemlítései és kövületei
Az ókorban a mendeszantilop közönségesnek számított egész Észak-Afrikában, az Arab-félszigeten, valamint Levanteban. Egy a Kr.e. 2500-as évekből származó óegyiptomi sírból megtudtuk, hogy az addaxot megpróbálták háziasítani. A rajz karóhoz kötözött addaxot és egyéb antilopokat ábrázol. A társadalmukon belül magasabb rendűnek, illetve gazdagabbnak számított az a személy, aki több mendeszantilopot fogott el. A túlvadászat és orvvadászat miatt az 1960-as években kihalt Egyiptomból ez az állat.
Egyiptomban négy lelőhelyen is megkapták eme antilopfaj maradványait: Kr.e. 7000-ből a Nagy-homoktengerben, 6000-5000-ből Djaránál, 7000-4000-ből Abu Ballas Stufenmlandban és 5000-ből Gilf Kebirnél. Kr.e. 6300-as évekből is kerültek elő kövületei, ezeket Középső Wadi Howar-nál fedezték fel. A Grotte Neandertaliens, Jebel Irhoud és Parc d'Hydra nevű lelőhelyeken pleisztocén kori maradványokra is rábukkantak.

## Előfordulása
Az addax hajdan egész Észak-Afrikában élt. Minden szaharai országban jelen volt, ami a Nílustól nyugatra esett. Manapság a vadonban már csak egy, bizonyítottan életképes állománya létezik; ez pedig a nigeri Termit Massif Rezervátumban található. További vadonélő állatokat figyeltek meg a szintén nigeri Aïr hegyvidék keleti felén és a csádi Bodélé-medencében. Nagy titkán, kóborló példányok láthatók Niger északi részén, Dél-Algériában és Líbiában. Egyes beszámolók szerint Mali és Mauritánia határán is él; azonban ezek az állítások még nincsenek bebizonyítva. Korábban elterjedt volt Észak-Afrikában; manapság csak Nigerben, Csádban és Mauritániában fordul elő természetes állapotban. Algériából, Egyiptomból, Líbiából, Szudánból és Nyugat-Szaharából kihalt. Marokkóba és Tunéziába visszatelepítették.
A száraz térségeket, félsivatagokat, valamint a homok- és kősivatagokat választja élőhelyéül. Olyan száraz helyeken is megél, ahol az éves csapadék csak 100 milliméter. A Stipagrostis mezőket és a pozsgás Cornulaca monacantha bozótosokat is felkeresi.

## Megjelenése

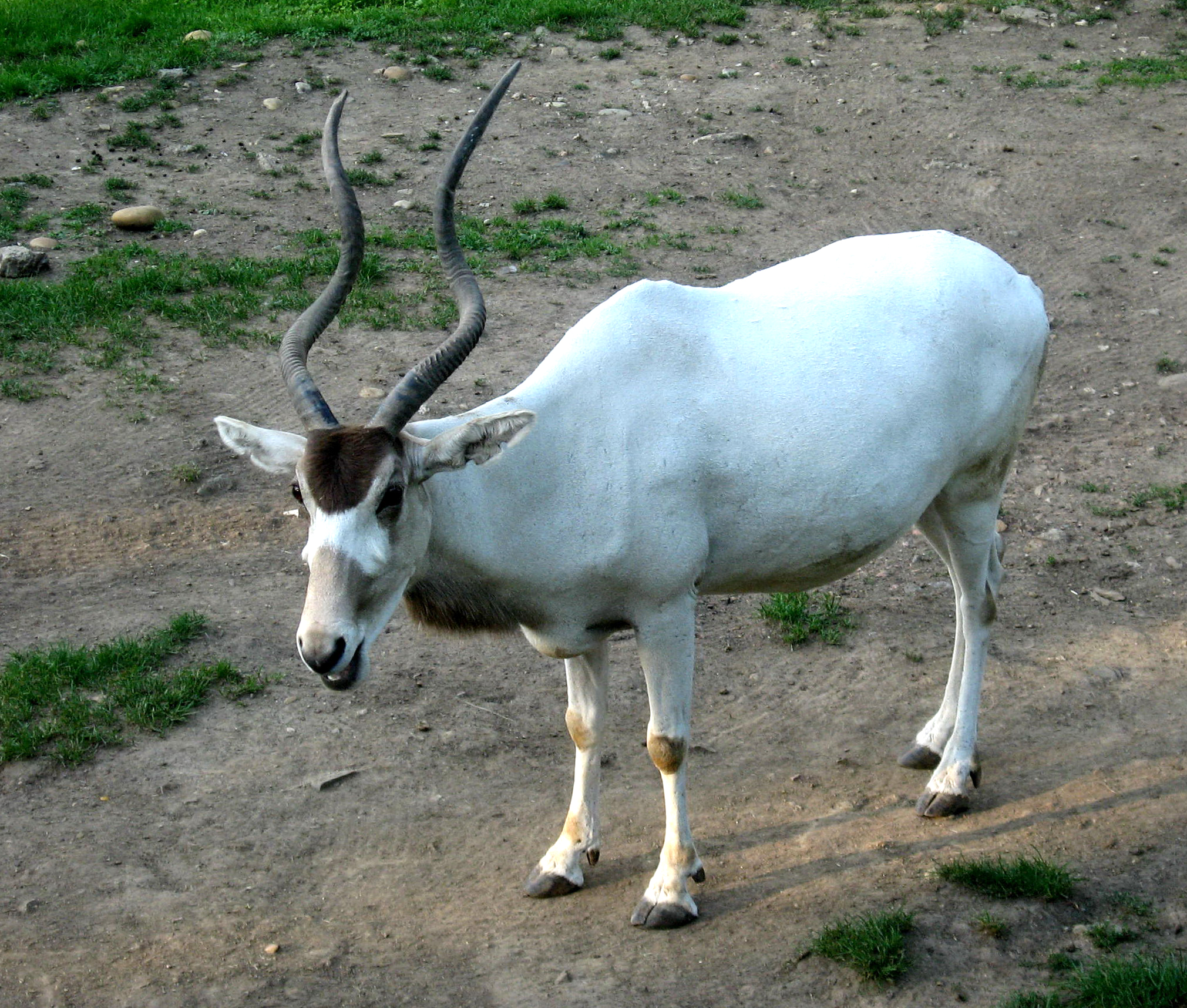
mendeszantilop nyári, és...

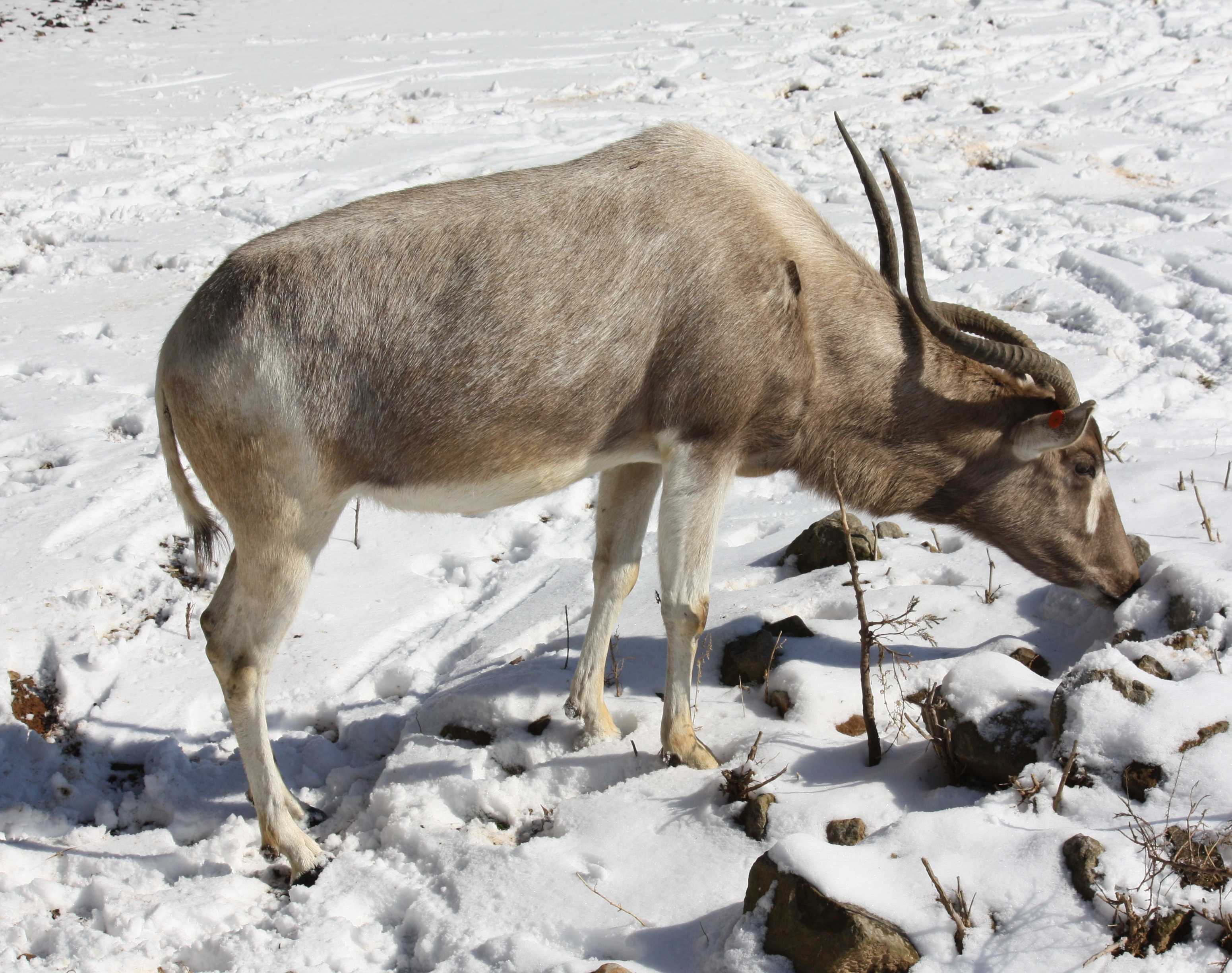
... addax téli színben

A mendeszantilop egy csavarodott szarvú antilopfaj. A bika marmagassága 105-115 centiméter, a tehéné 95-110 centiméter. A fajon belül jelen van a nemi kétalakúság, mivel a tehén alacsonyabb és könnyebb a bikánál. A két nem fej-testhossza nagyjából megegyezik, hiszen mindkét állat általában 120-130 centiméteres; ehhez adódik egy 25-35 centiméter hosszú farok is. A marmagasságon kívül a két különböző nemű állat a testtömegben is eltér egymástól, hiszen a bika 100-125 kilogrammos, míg a tehén 60-90 kilogrammos.
Szőrzetének színezete vagy árnyalata az évszakok váltakozásával sötétül vagy világosodik. Télen a testszíne szürkésbarna, azonban a hátsó része és a lábai fehérek; a fején, nyakán és vállain hosszú, barna sörényt növeszt. Nyáron az állat majdnem teljesen fehér vagy homok-sárga szőrzetűvé válik. A homlokán és az orra fölött barna vagy fekete foltok vannak, az ezek közé eső fehér rész „X” alakot mutat. A nagy, tulokszerű orrlyukai vörös színűek, míg a szakálla egyenetlen. A hosszú, dugóhúzószerűen csavarodott szarvai között hosszú szálú fekete szőrök vannak, melyek hátrafelé haladva a nyakon rövid sörényt képeznek.
Mindkét nemű állat rendelkezik szarvakkal. A szarvnak 2-3 csavarja, azaz elhajlása van. A tehén szarva 55-80 centiméter hosszú, míg a bikáé 70-85 centiméteres; az eddigi rekord 109,2 centiméter. A szarva alsó és középső szakaszain 30-35 gyűrűs kidudorodása van. A farka rövid és karcsú, fekete bojtban végződik. A pata széles és talpnak megfelelő részén lapos. A két hasított pata, vagy főcsülök mellett két erős fattyúcsülökkel is rendelkezik; ezek segítik a puha homokban való járáskor. Mind a négy lábán vannak szagmirigyek.
Megjelenésben a kardszarvú antilopra (Oryx dammah) hasonlít, bár a szarvak eltérő alakja és a pofa mintázatok megkülönböztetik a két lóantilopot. Míg a mendeszantilopnak csavarodott szarva van, addig a kardszarvú antilop majdnem egyenes és 127 centiméter hosszú szarvval rendelkezik. Az addax szarvai között barna szőrpárna ereszkedik le a homlokon, egészen a szemek közé. Ezt a barna szőrös foltot a pofa közepéig fehér rész követi. Ettől eltérően a kardszarvú antilopnak fehér a homloka, és a barna foltozás a pofán, csak a szemeket körülvevő pofarészen látható. A mendeszantilop más antilopfajoktól abban különbözik, hogy a fogai szarvasmarhaszerűen nagyok és négyszögletesek, továbbá hiányzanak a pofán levő szagmirigyek.

## Életmódja
Az addax főleg nyáron csak éjszaka tevékeny, a forró nappalt pihenéssel tölti. A csordái vegyes neműek és 5-20 főből tevődnek össze. Általában ugyanazon a helyen szeretnek maradni, azonban a táplálékkeresés céljából messzire elkóborolhatnak. A kis csordán belül jól meghatározott társadalmi ranglétra van; a csordát a legidősebb tehén vezeti. Nyáron az elterjedési területüknek a déli részein tartózkodnak, míg télire északra vándorolnak. Képes megérezni a messze történő esőzéseket, és odaveszi útját, hogy kihasználja az eső adta bővebb táplálékkínálatot. A bika részben területvédő, de annál jobban csordavédő. Néha a tehenek is döfködnek, hogy megállapítsák, melyik lesz közülük a vezér.
Mivel lassan mozgó antilop, könnyen áldozatául eshet az oroszlánnak (Panthera leo), a leopárdnak (Panthera pardus), a gepárdnak (Acinonyx jubatus) és a hiénakutyának (Lycaon pictus). A borjakra karakál (Caracal caracal), szerválok (Leptailurus serval) és hiénafélék (Hyaenidae) is vadásznak. Az addax általában nem agresszív, azonban ha veszélyben érzi magát és nem tud menekülni, akkor támadni fog.
A vadonban legfeljebb 19 évig él, azonban fogságban a 25 éves kort is elérheti.

### Alkalmazkodásai
A mendeszantilop kiválóan alkalmazkodott a forró és vízhiányos sivatagi életmódhoz. Sokáig bírja vízivás nélkül, mert a számára szükséges nedvességet kinyeri a táplálékából. Reggelente a növényeken lévő harmatot lenyalja. Egyes kutatók szerint az állat gyomrában víztározó szövetek vannak, amelyek szükség esetén megmentik az állatot a kiszáradástól. A vizelete, hogy vizet spóroljon, igen sűrű (hasonlóan a tevéhez). A szőrzetének világos színezete segíti a sugárzó hő visszaverését, továbbá a test különböző részein levő különböző hosszúságú szőrszálak is segítik a test hőszabályozását. A forró nappal idején megpróbál árnyékos helyet találni. Néha kaparásba fekszik, hogy a hűvösebb alsóbb talaj hűtse a testét.

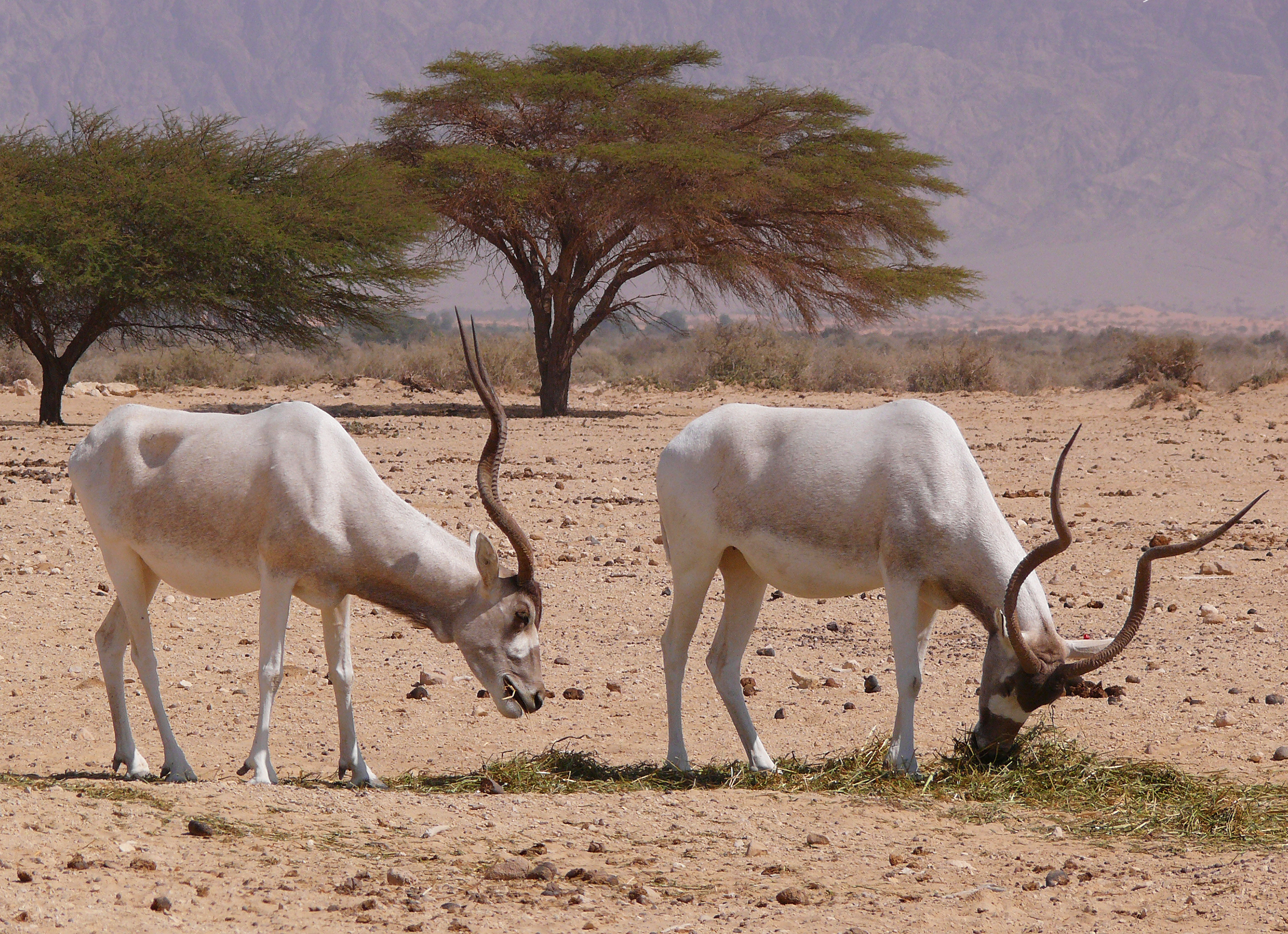
Száraz és szívós növényzettel is képes életben maradni

Egy kutatás alkalmával, mely a táplálék bendőben való időtartamát volt hivatott megtudni, nyolc addaxnak Chloris gayana nevű perjefélből készített szénát adtak. A kutatók ebből megtudták, hogy a táplálék jó sokáig marad az állatban. Ez részben a víz megspórlását segíti, részben ez alatt minden tápláló részecskét kivon a szegényes sivatagi táplálékból.

### Táplálkozása
Az afrikai sivatagi élőhelyén ez az antilopfaj perjefélékkel, kisebb cserjékkel és bokrokkal, valamint hüvelytermésekkel táplálkozik. Étlapjának nagy részét a füvek töltik ki, ezek közül főleg az Aristida-, a köles- (Panicum) és a Stipagrostis-fajok. Füvek hiányában bokrok, cserjék, főleg Vachellia leveleket fogyaszt. Az élőhelyén levő évelő növények a legkisebb esőzés után is kihajtanak, illetve kizöldülnek. A mendeszantilop a táplálékául szolgáló növényeknek csak bizonyos részeit harapja le, emiatt amikor Aristida mezőn táplálkozik, a füvek mind egyszintűen vannak leharapva. Amikor viszont kölesfajokból táplálkozik, a szívós és száraz leveleket otthagyja, inkább a belső zsengébb hajtásokat, vagy a megérett magokat eszi meg. A magok nagyon fontosak számára, mert ezek alkotják a fehérjebehozatalának a legnagyobb részét.

### Élősködői
Mivel főleg sivatagban él, az élősködői inkább az esős évszakban szaporodnak el. Állandó élősködői a Trichostrongyloidea és a Strongyloidea öregcsaládbeli fonálféregfajok (Nematoda). Egy texasi farmon egy addax bendőjében felfedezték a Haemonchus contortus és a Longistrongylus curvispiculum nevű fonálférgeket. E két faj közül az utóbbi volt a dominánsabb.

## Szaporodása

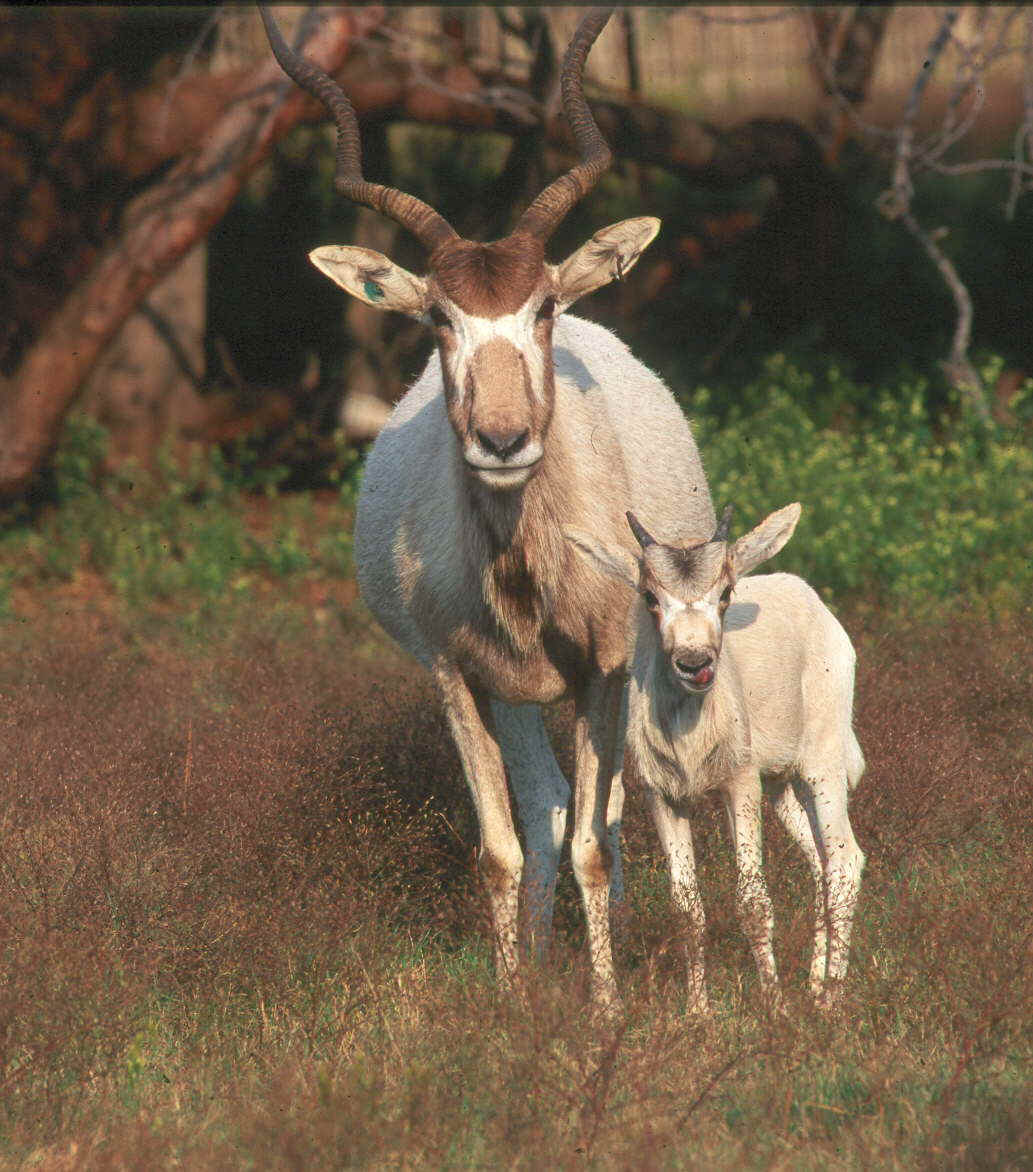
Mendeszantiloptehén borjával

A mendeszantilop tehén az ivarérettségét 2-3 évesen, a bika körülbelül 2 évesen éri el. Egész évben szaporodhat, bár az ellések és párzások többsége télen és kora tavasszal történik meg. A Szahara északi felén a tél végén és a tavasz elején szaporodnak, míg ugyanezen sivatag déli felén a párzások többsége szeptember és október között, valamint januártól április közepéig történik meg. A tehén 1-2 napon keresztül hajlandó párzani; ha ez idő alatt nem találkozik bikával, akkor kivárja a következő „szaporodási időszakát”.
Egy vizsgálatban a tehén luteális fázisát vérszérumából immunkromatográfiás  módszerrel elemezték. Ha nem vemhes, akkor a tehén 33 naponként hajlandó párzani. A vemhes tehenek ultrahangos vizsgálata azt mutatta, hogy a méh nyúlványok fel vannak csavarodva. A petefészek-tüszők, illetve a sárgatest maximális átmérői 15 mm, illetve 27 mm voltak. Minden tehén körülbelül 39-131 nap közötti időszakon képtelen a petetermelésre. Ez a terméketlen szakasz igen ritka télen, ami arra utal, hogy mégis van valamilyen meghatározott szaporodási időszaka, habár ez nem érvényes a faj minden példányára.
A vemhesség körülbelül 257-270 napig tart. Az ellés alatt a tehén fekhet vagy állhat. Egyszerre csak egy borjú születik. Az elválasztás után 2-3 nappal a tehén újból készen áll a párzásra. Születésekor a borjú testtömege 5 kilogramm. Az elválasztás 23-29 hetes korában következik be.

## Veszélyeztetettsége és védettsége

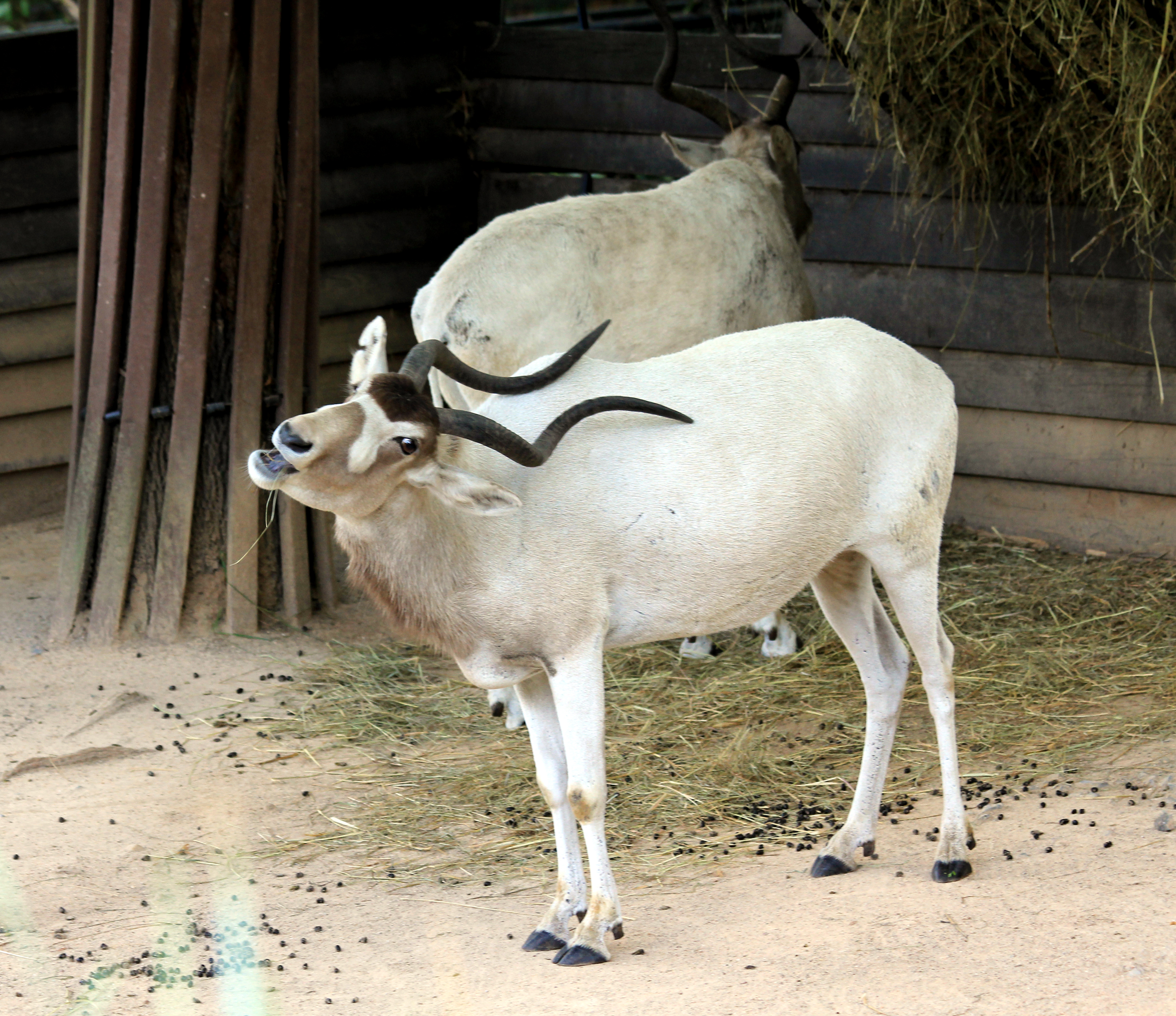
Addaxok egy csehországi állatkertben

Az addax állományok már az 1800-as évek közepén csökkenni kezdtek. Újabban Algériában és Szudánban újból felfedezték, azonban a vadászata miatt egyre ritkábbá válik és egyre kisebb élőhelyre szorul vissza.
Könnyen vadászható faj, mivel lassan kóborol a sivatagban. További veszélyt jelentenek számára az úti balesetek, az orvvadászat és az ember által az ivóhelyek elfoglalása. A húsa és bőre igen értékesnek számít. Az egyre erősödő szárazságok, a nagyobb mértékű elsivatagosodás és az emberi települések, valamint mezőgazdasági tájak térhódítása tovább nehezíti az antilop életben maradását. Becslések szerint a vadonban már csak kevesebb mint 500 addax él; ezeknek többsége a nigeri Termit Massif Rezervátumban, a csádi Bodélé-medencében és a mauritániai Aoukar-medencében található.

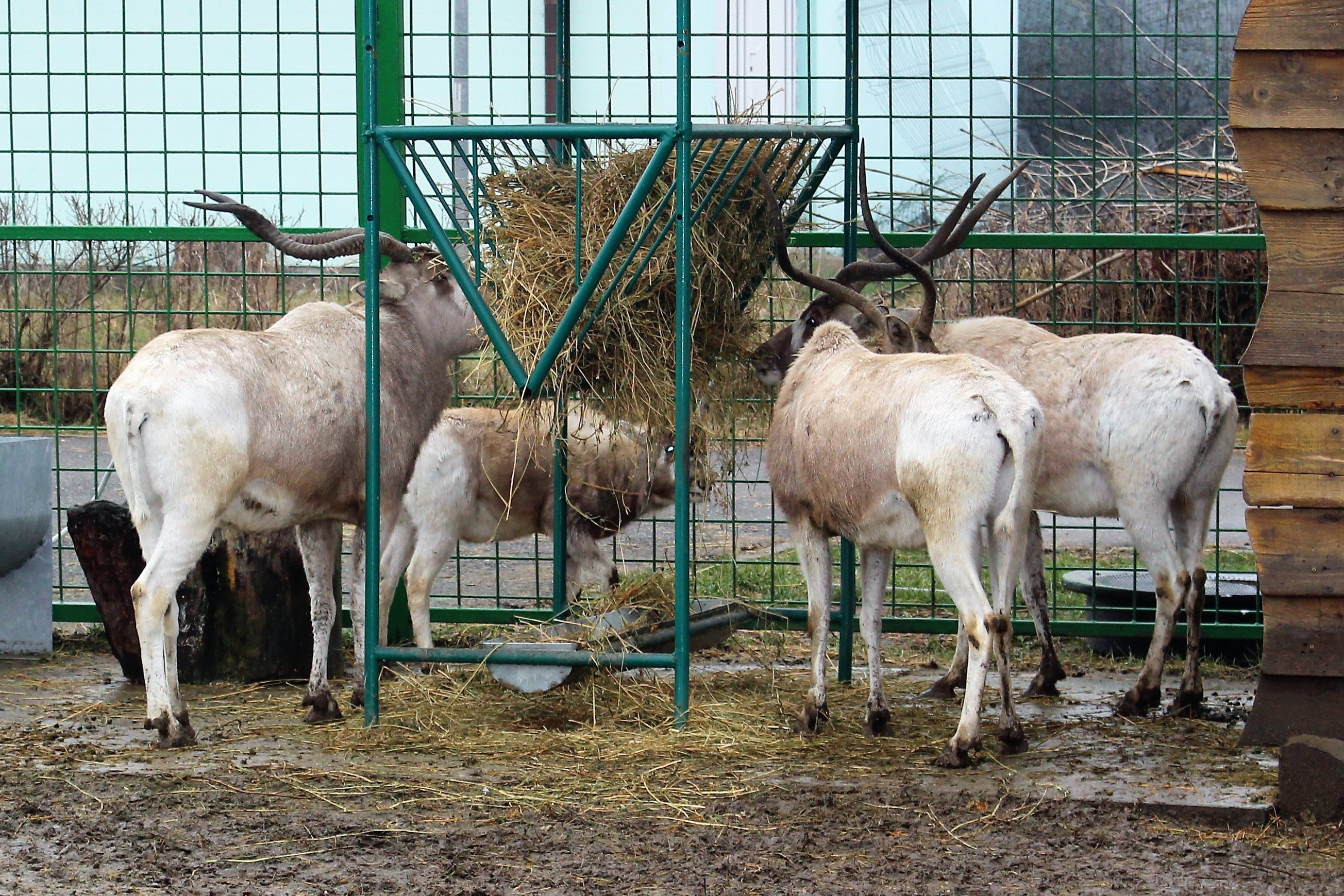
Mendeszantilopok a Nagyváradi Állatkertben

Manapság Európában több mint 600 példánya él. Az izraeli Yotvata Hai-Bar Nature Reserve-ben, a líbiai Sabrathában, az egyiptomi Giza állatkertben, Észak-Amerikában, Japánban és Ausztráliában tenyészprogramok segítségével próbálják megmenteni. Az Amerikai Egyesült Államokban és a Közel-Keleten magángyűjteményekben több mint 1000 addax található. Marokkóban, Algériában és Tunéziában védelem alatt áll. Líbiában és Egyiptomban mindenféle antilop és gazella vadászata törvényben ütközik. Habár hatalmas rezervátumokat hoztak létre olyan területeken - Algériában (Ahaggar-hegység és Taszilin-Ádzser), Nigerben (Tenere), Csádban (Ouadi Rimé-Ouadi Achim Faunal Reserve), Szudánban (Wadi Howar Nemzeti Park) - ahol korábban előfordult, ezek a helyek mendeszantilop-mentesek, részben mert nincs ott ilyen állat, részben a kijelölt területek túl sivárok az állat megélhetéséhez. A tunéziai Bou-Hedma Nemzeti Parkba és a marokkói Souss-Massa Nemzeti Parkba visszatelepítették. További visszatelepítő programok vannak készülőben a tunéziai Jebil Nemzeti Parkban, az algériai és tunéziai határon levő Grand Erg Oriental-nál és még egy marokkói helyen.
Megmentése érdekében az állatkertek tenyészprogramokat indítottak. Ritkasága miatt nem túl gyakori állatkerti állat, Magyarországon a Nyíregyházi Állatparkban, a Szegedi Vadasparkban és a Kecskeméti Vadaskertben él. A Nagyváradi Állatkertben is tartanak ebből a ritka antilopfajból.

### Fordítás
- Ez a szócikk részben vagy egészben  az   Addax című angol Wikipédia-szócikk ezen változatának fordításán alapul.  Az eredeti cikk szerkesztőit annak laptörténete sorolja fel. Ez a jelzés csupán a megfogalmazás eredetét és a szerzői jogokat jelzi, nem szolgál a cikkben szereplő információk forrásmegjelöléseként.